# الصحافة السرية للمقاومة الفرنسية

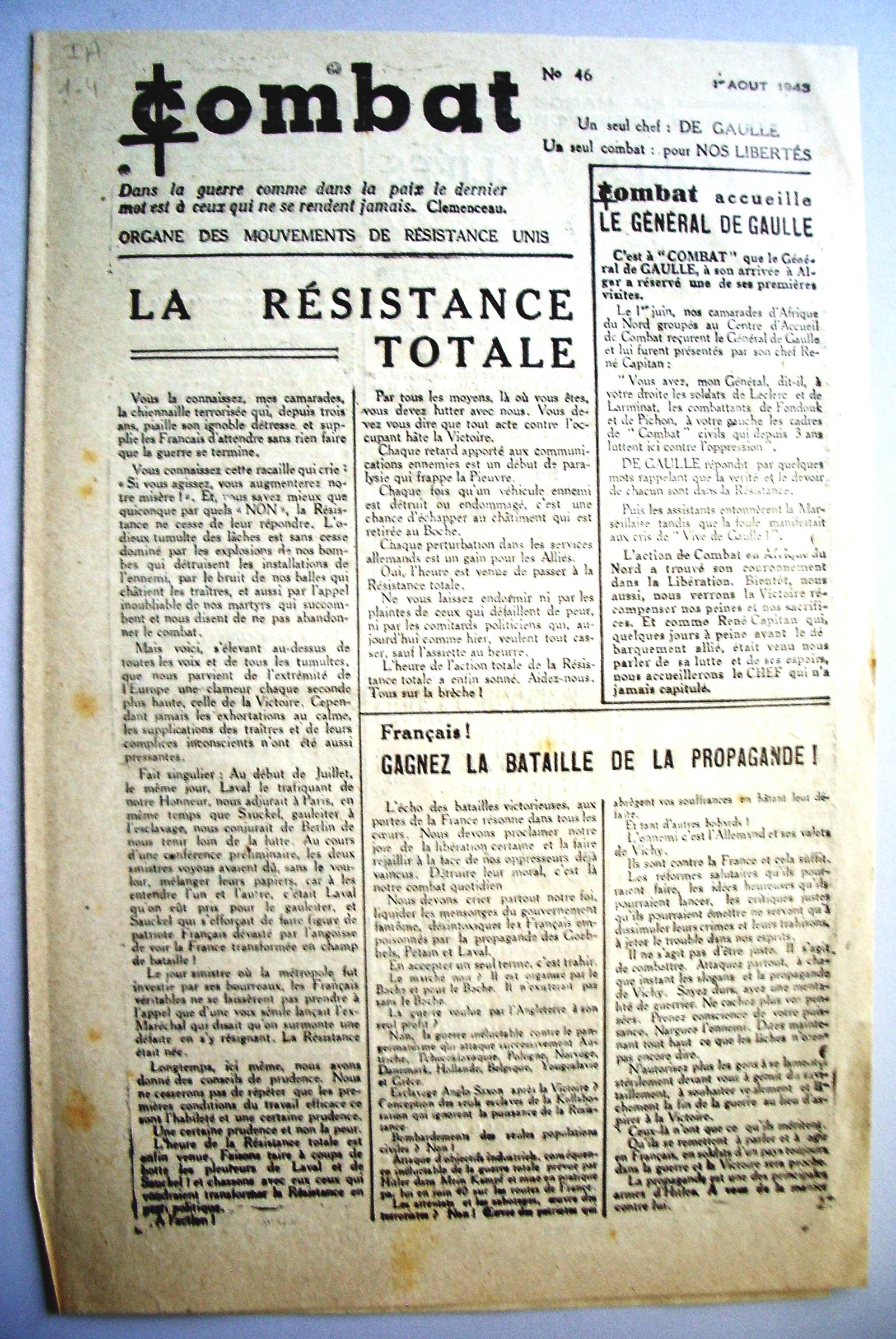
صحيفة كومبات

كانت الصحافة السرية للمقاومة الفرنسية مسؤولة إجمالًا عن الطباعة السرية للنشرات والجرائد والصحف، وكذلك الكتب، خلال الاحتلال الألماني لفرنسا في الحرب العالمية الثانية. استُخدمت الصحافة السرية لنشر أفكار المقاومة الفرنسية بالتعاون مع جماعة فرنسا الحرة، ولعبت دورًا مهمًا في تحرير فرنسا وفي تاريخ الصحافة الفرنسية، ولا سيما خلال مراسيم حرية الصحافة لعام 1944.

## نبذة تاريخية
بدأت الدعاية المضادة، متمثلة في المنشورات والجرائد (كالصفحات الأولى من صحيفة فالمي) والكتيبات والملصقات والصحف السرية، بالظهور في فرنسا. أبلغت الشرطة الألمانية في باريس عن اكتشافها منشورات مكتوبة باللغة الألمانية وموقعة من الحزبين الشيوعيين الألماني والنمساوي في سبتمبر 1941. نشر الجنرال كارل أوبرغ، في 10 يوليو 1942، بيانًا بكل مجلس مدينة في المنطقة المحتلة، يعلن فيه العقوبات التي تُطبق على عائلات أي شخص مدان بنشر دعاية ضد قوة الاحتلال (كتّاب، وطبّاعو المطبوعات، والوسطاء، والموزعون)، مذكرًا إياهم بالأساليب الألمانية القديمة للعقاب الجماعي كأسلوب سيبنهافت. لم تُوقف هذه الإجراءات تداول البيانات بين المقاومين، إذ نُشر 1,200 صحيفة سرية، ووصل إجمالي التداول إلى مليوني نسخة، وهو ما يقرب من اثني عشر مليون نسخة على مدار الحرب بحلول عام 1944.
برزت أول صحيفة سرية فرنسية لمعارضة السيطرة الألمانية، ولمعارضة سيطرة حكومة فيشي على الإذاعة والصحف الفرنسية. كانت بانتاجرويل وليبر فرانس، اللتين بدأتا بباريس، في أكتوبر 1940، أولى الصحف السرية التي ظهرت بالمناطق التي تحتلها ألمانيا. كانت ليبرتيه أولى الصحف التي ظهرت بفرنسا الفيشية، وذلك في نوفمبر 1940. لم يصدر سوى عدد قليل من هذه الإصدارات، في حين لم ينطبق الأمر على جريدة ليبراسيون التي مثلت استثناءً مبكرًا. نشر كتاب الصحف الأولى، في العدد نفسه، تحت عدد من الأسماء المستعارة، لإعطاء الانطباع بأن فريقًا من الأفراد يعمل في صحيفة ما. مثلت الصحف السرية في البداية مجموعة واسعة من الآراء السياسية، ولكنها تلاقت بوجه عام، بحلول عام 1944، لدعم الديجولية في المملكة المتحدة.
كانت ديفينس دي لا فرانس، وريزيستانس، وكومبات، وليبراشن، الصحف السرية الأربع الرئيسية خلال الاحتلال الألماني. أسس مجموعة من الطلاب الباريسيين، في صيف عام 1941، صحيفة ديفنس دي لا فرانس. انضم عدد من المنشورات الشيوعية، من بينها لاهيومانيت وفيريت، إلى هذه المنشورات بعد غزو الاتحاد السوفيتي. كانت هذه الصحف دعاية مناهضة للنازية، وقد مارست تلك الدعاية من خلال تقديم تقارير خاطئة عن الأحداث، وتمجيد وتوسيع انتصارات الحلفاء. كانت التقارير في هذه الصحف في كثير من الأحيان غير موضوعية، لأنها تهدف إلى جذب الرأي العام وتشكيله بدلًا من تمثيله بدقة. تنازع المؤرخون في مدى التأثير الفعلي للصحف السرية على الرأي العام الفرنسي في ظل الاحتلال.
تواجدت صحف مهنية متخصصة. فقد نصحت صحيفة لو ميديسين فرنسيه الأطباء بالموافقة فورًا على الأفراد المتعاونين المعروفين بالعمل في خدمة العمل الإلزامي، مع استبعاد أي شخص آخر لدواعي طبية. نصحت لا تيررى المزارعين بكيفية إرسال الغذاء إلى أعضاء المقاومة. شجعت بيلتين دي شيمين دي فير عمال السكك الحديدية على تخريب وسائل النقل الألمانية. نُشرت صحيفة أونتر أونس باللغة الألمانية ليقرأها المحتلون، وطبعت قصصًا عن هزائم الألمان على الجبهة الشرقية.
نشط عدد قليل من المطابع السرية في طباعة الكتب والأعمال الأدبية غير القانونية. تُعد رواية لي سيلانس دو لا مير بقلم جان برولر، التي نُشرت بشكل غير قانوني في باريس عام 1942، أبرز مثال على طباعة تلك الكتب. اشتهرت بذلك دار نشر لي إيدسين دي مينويت كناشر سري جديد لمواد المقاومة، وأصبحت لاحقًا دار نشر أدبي تجاري ناجح في فرنسا في فترة ما بعد الحرب.
بدأت المكتبة الوطنية الفرنسية مشروعًا في عام 2012 لرقمنة الصحف الفرنسية السرية الباقية. نُشر نحو 1351 صحيفة منها على منصة جاليكا التابعة لها بحلول عام 2015.